# Адам из Аска
Адам из Аска, или Адам из Уска (англ. Adam of Usk, валл. Adda o Frynbuga, лат. Adamus de Usk; около 1352 — 1430) — валлийский священник, хронист, правовед, один из летописцев Столетней войны и восстания Оуайна Глиндура.

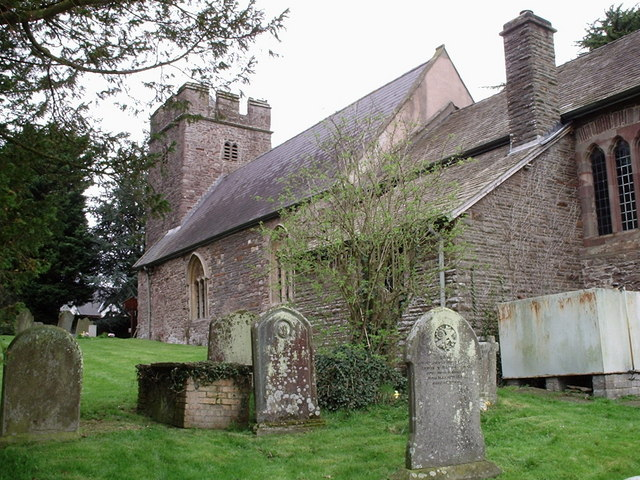
Церковь Св. Киби в Ллангиби (Монмутшир), в которой служил Адам из Аска

## Биография

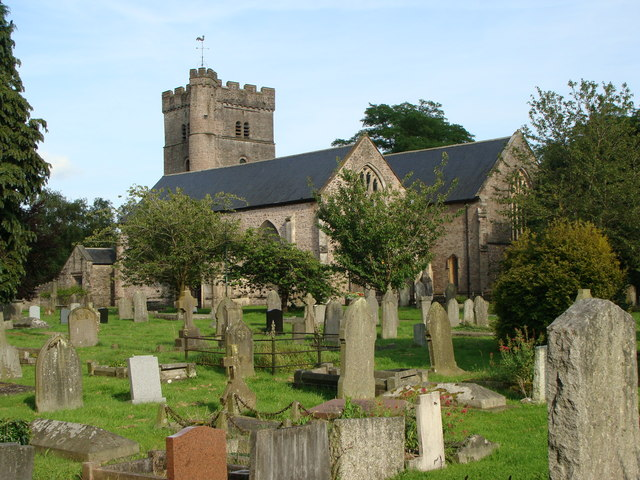
Приоратская церковь Св. Марии в Аске (Монмутшир), в которой был похоронен Адам из Аска

Родился около 1352 года в Аске (валл. Brynbuga), графство Монмутшир (валл. Syr Fynwy), на юго-востоке Уэльса. С юных лет пользовался покровительством Эдмунда Мортимера, 3-го графа Марча, получившего Аск в качестве приданого за своей женой Филиппой.
В 1368 году направлен был графом для обучения в Оксфорд, где в 1387 году получил степень доктора канонического права, а также магистра гражданского права. После преподавал право в Оксфордском университете, где в 1388—1389 годах вовлечен был в вооружённую борьбу между «северянами» и «южанами», в том числе валлийцами.
Покинув Оксфорд, в течение 7 лет (1395—1402) был адвокатом архиепископского суда в Кентербери, сблизившись с архиепископом Томасом Арунделом, противником короля Ричарда II. В сентябре 1397 года вместе с архиепископом участвовал в заседании парламента, принявшим решение об изгнании последнего из Англии.
Летом 1399 года сопровождал армию будущего короля Генриха IV и архиепископа Арундела в походе из Бристоля в Честер. Сыграл значительную роль в свержении Ричарда II, которого лично навестил 21 сентября 1399 года в Тауэре вместе с юстициарием Южного Уэльса Уильямом Бошаном и которого позже изобразил в своей хронике в чёрных красках.
В качестве награды за участие в отстранении от власти Ричарда получил от нового короля бенефиции в нескольких епархиях, в том числе в Кемсинге и Сиале в Кенте, а затем — пребенду в Бангоре, получая также доходы от адвокатской практики. В 1399 году из-за пребенды в Лландигвидде (валл. Llandygwydd) в Кередигионе вступил в конфликт с Уолтером Джейксом по прозвищу Эмпни, окончившийся в ноябре 1400 года рукоприкладством в Вестминстере, после чего право на доход получил его соперник.
В феврале 1402 года, после жалобы на него со стороны пострадавшего Джейкса, а возможно, и из-за поддержки валлийского восстания Оуайна Глиндура, лишился монаршей милости и был вынужден покинуть Англию и отправиться в Рим. Вошёл там в доверие к папам Бонифацию IX (1389—1404) и Иннокентию VII (1404—1406), предложившим ему епископство в диоцезах Херефорда и Сент-Дейвидса. С 1402 по 1406 год был капелланом и управляющим делами при папском дворе. Получил также от авиньонского антипапы Бенедикта XIII назначение в Лландафф (валл. Llandaff), но вступить во владение всеми этими бенефициями так и не смог.
В 1406 году вынужден был покинуть Рим из-за вспыхнувших там антипапских беспорядков и перебраться в Брюгге. Во Фландрии возобновил юридическую практику, сблизившись с одним из заговорщиков, Генри Перси, 1-й графом Нортумберлендским, готовившим вторжение в Англию, но в 1408 году погибшим в сражении с королевскими войсками при Брэмем-Муре.
В 1408 году сумел вернуться на родину, получив королевское помилование лишь в марте 1411 года. Однако в 1414 году умер его покровитель Томас Арундел, после чего он был вынужден отказаться от церковной карьеры и прожить остаток своих дней в безвестности. В 1423 году он упоминается как настоятель церкви Св. Киби в Ллангиби (Монмутшир), неподалёку от места своего рождения.
Умер около 1430 года и был похоронен в приоратской церкви Св. Марии в Аске, где сохранилась его стихотворная эпитафия на валлийском в метрике Cywydd.
Сохранилось его завещание, подписанное 26 марта 1430 года, в котором упоминается наследство в приорате Лландаффа, вклады в монастырях Ньюпорта и Кардиффа, а также отдельные лица с валлийскими именами. Одному из своих родственников Эдварду ап Адаму, в частности, завещал собственноручную копию «Универсальной хроники» (лат. Polychronicon) Ранульфа Хигдена (1347).
Являлся приверженцем культа Св. Тейло, центром которого был собор в Лландаффе, и культа апостола Фомы Индийского, который проповедовали в Азии доминиканцы.

## Сочинения
Путешествуя в годы своего изгнания по Франции, Италии, Германии и Фландрии, Адам из Аска встречался со многими государственными и церковными деятелями, а также работал в монастырских библиотеках, собрав немало исторического материала.
C 1401 года он составлял на латыни собственную хронику (англ. Chronicon), законченную около 1421 года, но так и оставшуюся незавершённой и охватывающую события 1377—1421 годов. В качестве основных источников для неё использовал хронику Джона Стрича, рифмованные «Жизнь и деяния Генриха V» Псевдо-Элмхема, анонимные Chronicon Regum Angliae, а также анналы Уолтемского и Глостерского аббатств.
В хронике содержится немало ценных подробностей о событиях в Англии, в Уэльсе и в Европе, в частности, о крестьянском восстании Уота Тайлера (1381) и одном из соратников последнего Джеке Строу, о свержении Ричарда II и приходе к власти Генриха IV (1399), о рождественском визите византийского императора Мануила II Палеолога к последнему в поисках защиты от турок (1400), о Великом расколе в католической церкви и пр. Среди сообщений о событиях Столетней войны выделяются описания битвы при Азенкуре и морских сражений с французами 1416—1417 годов, а также приведённый хронистом перечень погибших английских рыцарей и представителей знати.
Особенно интересны сообщения Адама о валлийском восстании Оуайна Глиндура (1400—1415), включающие, в частности, описания сожжения последним Аска, Абергавенни, Кардиффа, Карлеона и Ньюпорта, сражений при Гросмонте, при Пулл Мелине и при Брэмем-Муре, смерти Оуайна в изгнании и его тайных похорон, а также о мятеже барона Томаса Бардольфа в Нортамберленде (1405), с описаниями осад Берика, Алника и пр. Оставаясь лояльным короне, но будучи валлийцем по рождению, хронист не удерживается как от гневных реплик в адрес Оуайна, который «подобно второму ассирийцу, Божьему гневу, мечом и огнем творил неслыханные зверства», так и от описания жестокостей карательной армии Генриха IV: «Англичане, — сообщает он, — заполонили те земли Повиса огромной силой, практически не оставив от них камня на камне, предав все огню, мечу и голоду, превратив все в пустыню, не пощадив ни детей, ни храмы, ни монастырь Страта Флорида, что дал когда-то приют самому королю; церковь его, включая хоры и высокий алтарь, была разграблена, украдены были даже жалованные грамоты, а само помещение использовалось как конюшня; в Англию в качестве слуг было вывезено более тысячи детей обоего пола». 
Среди приводимых Адамом подлинных документов выделяются перехваченные англичанами письма Оуайна Глиндура, в частности, послание королю Шотландии Якову I Стюарту, в котором он выводит его род от старшего сына легендарного Брута Троянского Альбанакта, а свой — от младшего сына Камбра, ссылаясь на древнее пророчество, предвещавшее союз во имя освобождения от англосаксонского владычества.
По характеру своего изложения хроника Адама из Аска больше напоминает не летопись, а дневник. Образованный и наблюдательный хронист приводит ценные статистические сведения, сообщая, в частности, что в начале XV века Уэльс приносил английской короне доход в 60 000 фунтов ежегодно, и не упускает даже таких деталей, как красоты Люцернского озера, качество вина из Бона (Франция) или поведение римских уличных собак. Значительный интерес представляет описание им вышеназванного византийского посольства во главе с Мануилом Палеологом, гвардейцы которого носили одинаковые длинные белые одеяния, напоминавшие рыцарские плащи.
Хроника Адама из Аска сохранилась в единственном манускрипте, охватывающем 1377—1404 годы и содержащем также авторскую копию «Полихроникона» Ранульфа Хигдена, который обнаружен был в 1885 году в собрании замка Бивер-Касл в Лестершире и ныне хранится в Британской библиотеке под шифром Add. MS 10104. Фрагмент рукописи с заключительной частью хроники за 1404—1421 годы обнаружен был в XX веке в собрании того же замка и не описан до сих пор.
Комментированное издание и перевод хроники под заглавием Chronicon Adæ de Usk были осуществлены в 1876 году историком и палеографом Эдвардом М. Томпсоном для Королевского литературного общества, а затем переиздавались в 1904, 1980, 1990 и 1997 годах.

## Публикации
- Chronicon Adae de Usk, A.D. 1377—1421. Ed. with a transl. and notes by Edward Maunde Thompson. — London: John Murray, 1876. — xiii, 243 p.
- Chronicon Adæ de Usk, A. D. 1377—1421. Ed. and trans. by Edward Maunde Thompson. — London: H. Frowde, 1904. — xxxviii, 346 p.
- Chronicon Adæ de Usk, A. D. 1377—1421. Ed. and trans. by Edward Maunde Thompson. — New York: AMS Press, 1980. — xxxviii, 346 p. — ISBN 978-0404163679. (Reprint of the 2d ed.)
- The Chronicle of Adam of Usk, A.D. 1377—1421. — Felinfach: Lampeter; Dyfed: Llanerch Enterprises, 1990. — 192 p. — ISBN 978-0947992361.
- The Chronicle of Adam Usk, 1377—1421. Ed. and trans. by C. Given-Wilson. — Oxford: Clarendon Press; New York: Oxford University Press, 1997. — xciv, 290 p. — (Oxford Medieval Texts). — ISBN 978-0198204831.